# Пулатов, Абдумаджид Мусаевич
Пулатов Абдумаджид Мусаевич (8 апреля 1925, село Костакоз) — основатель таджикской школы невропатологов и медицинских генетиков, заслуженный деятель науки Республики Таджикистан, академик Российской академии естественных наук, почетный профессор Гарвардского университета (США), доктор медицинских наук, профессор.

## Биография
Отец, потомственный табиб (лекарь) Муллопулод, известный под псевдонимом «Костакозский табиб»
Будучи учеником 10-го класса, он добровольно вступил в ряды Советской Армии и после военной подготовки в Звенигородской полковой воздушно-десантной школе в начале мая 1944 года, в звании гвардии старшего сержанта, в качестве помощника командира взвода автоматчиков принимал участие в боях на Ленинградском фронте. За активное участие в сражениях за освобождение городов Нарва, Псков, Териоки был принят в ряды Компартии Советского Союза. Освобождал первую и вторую линии Маннергейма, за что был награждён медалью «За боевые заслуги». В конце июля под городом Выборгом молодой воин был тяжело ранен.
Став инвалидом 2-й группы, Абдумаджид Мусаевич вернулся в родные места, где экстерном сдал экзамены за 10-й класс, и 7 октября 1944 года был зачислен студентом 1-го курса ТГМИ.
Будучи студентом 5-го курса, А. Пулатов стал преподавать фармакологию студентам медицинского училища г. Сталинабада, а став клиническим ординатором, этим же студентам он преподавал свой предмет — нервные болезни.

## Научная работа
Уже в студенческие годы обнаружились его природные дарования и большая любовь к медицине. В 1951 году, успешно выдержав Всесоюзные конкурсные экзамены, он становится аспирантом кафедры неврологии Первого Московского ордена Ленина мединститута имени И. М. Сеченова. В 1954 году Пулатов под руководством выдающегося основателя эволюционной неврологии, академика Е. К. Сеппа, защищает кандидатскую диссертацию на тему: «Послегриппозные церебральные арахноидиты и арахноэнцефалиты» и становится учёным-клиницистом-невропатологом.
С 1956 по 1958 г. Абдумаджид Мусаевич — завкафедрой неврологии ТГМИ, а в 1958 году в связи с возникшей необходимостью создания в республике нейрохирургической службы, требующей подготовки высококвалифицированных научно-практических врачебных кадров, А. М. Пулатов вместе с другими врачами командируется в Москву, в Институт нейрохирургии имени Н. Н. Бурденко АМН СССР, для выполнения диссертационных исследований. В 1964 году по окончании докторантуры он успешно защитил диссертацию на тему: «Сосудисто-мозговые инсульты и кризы, клинически проявляющиеся опухолеподобным синдромом», став признанным в стране учёным-невропатологом.
Начиная с 1964 года на базе кафедры неврологии и основ медицинской генетики под руководством профессора начинают создаваться и успешно в дальнейшем функционировать службы нейроофтальмологии, отоневрологии, неврорентгенологии и ликворологии. К этому времени открывается РКБ № 3, где стало возможным во много раз увеличить количество неврологических коек для лечения больных.
Особенно много внимания и сил ученый-врач уделял развитию сети неврологической службы во время пребывания на посту главного невропатолога Министерства здравоохранения (1964—1995 гг.). Благодаря его стараниям, заботе о здоровье народонаселения республики, значительно увеличилось количество неврологических коек в областных больницах городов Худжанд, Куляб, Курган-Тюбе, Хорог; была организована и налажена детская неврологическая служба.
В те же годы А. Пулатов вдохновенно, с большим энтузиазмом занимался вопросами курортологии, курировал, консультировал санитарно-курортные учреждения Таджикистана. Его научная заслуга состоит и в том, что он обоснованно доказал оздоровительное воздействие санитарно-курортных и климатогеографических факторов на состояние здоровья людей. В частности, он доказал эффективность курортных факторов здравниц «Обигарм», «Ходжа-Обигарм», «Хаватаг», «Зумрад», «Оксикон», а также лечебное воздействие горячего источника Гармчашма на Памире.
Собранные материалы послужили основой для написания двух кандидатских диссертаций, ряда научных статей, докладов на научных форумах, конференциях. Исходя из этого, можно смело утверждать, что А. Пулатов по праву считается одним из основателей санитарно-курортной службы Таджикистана и авторитетом среди курортологов стран СНГ.
Под руководством профессора коллектив кафедры нервных болезней и основ медицинской генетики в период с 1986 по 1992 г. осуществил медико-генетическое обследование двух миллионов 200 тысяч населения 8 северных и 6 южных районов Таджикистана. На основе этих исследований была определена частота проявления и клинические формы наследственно-дегенеративных заболеваний нервной системы среди коренных жителей и приезжей части населения нашей республики. Это фундаментальное исследование послужило основой для написания трёх докторских и четырёх кандидатских диссертаций.
На основании огромного, значительного опыта по нозологической и топической диагностике заболеваний нервной системы А. М. Пулатов вместе с доцентом А. С. Никифоровым в 1970 году издали учебник «Пропедевтика нервных болезней», который был утверждён Минздравом СССР в качестве учебника для медицинских вузов Советского Союза. А в 1979 году эти же авторы создали полный курс учебника под названием «Нервные болезни», который также был рекомендован Минздравом СССР в качестве учебника для медицинских вузов и выдержал два издания.

## Вклад в науку
Научные публикации составляют 650 названий книг, статей, учебных пособий, монографий, в том числе 500 научных трудов. По данному показателю он не имеет себе равных среди учёных-медиков Таджикистана.
Среди большого множества работ особое значение имеет написанный учёным современный учебник под названием «Неврология» («Асабшиносū»), ставший настольной книгой медиков, фундаментальным трудом в области медицинской науки.
При содействии и под непосредственным руководством профессора А. М. Пулатова выполнено и защищено 4 докторских и более 15 кандидатских диссертаций, подготовлено 500 квалифицированных невропатологов, многие из которых работают во всех уголках родной страны, а также далеко за её пределами. В частности, воспитанников нашего вуза можно встретить во всех государствах СНГ, а также в дальнем зарубежье — во Франции, Германии, Чехословакии, Канаде, США, Израиле, Египте, в Афганистане и Северной Корее, Индии и Китае.
В течение своей трудовой деятельности профессором А. П. Пулатовым прочитан курс лекций нервных болезней и проведены практические занятия около 23 тысячам выпускников ТГМУ, из числа которых более 100 стали докторами медицинских наук, профессорами, а более 300 врачей — кандидатами медицинских наук. Те преподаватели-медики, которые работают в ТГМУ в настоящее время, почти все являются учениками профессора А. М. Пулатова.
А. М. Пулатов неоднократно достойно представлял таджикскую медицинскую науку на европейских и всемирных конгрессах невропатологов и психиатров: в Болгарии (1967 и 1969 гг.), Чехословакии и ГДР (1969 г.), США (1971 год), Перу и Аргентине (1981 г.), Дели (1989 г.), Австрии (1991 г.). Его успешные выступления на этих конгрессах опубликованы на болгарском, чешском, немецком и английском языках.
Профессор А. М. Пулатов, как крупный специалист в области клинической неврологии, был избран председателем Таджикской независимой экспертной комиссии при Всемирной организации здравоохранения. В течение более 30 лет Абдумаджид Мусаевич возглавлял таджикское общество невропатологов.

## Награды и звания
- медаль «За боевые заслуги» (1944)
- медаль «Военная доблесть»
- орден Отечественной войны I степени (1955)
- орден Трудового Красного Знамени (1985)
- почетное звание «Заслуженный деятель науки Таджикской ССР» (1988)
- За организацию и активное участие в работе XIV Всемирного конгресса неврологов академик А. М. Пулатов был удостоен Благодарственной грамоты Всемирной ассоциации неврологов (Нью-Дели, Индия, 1989)
- действительный член Народной академии «Нури Худжанд» (1989)
- академик Российской академии естественных наук (1998)
- академик Международной академии высшей школы (1999)
- Орден Дружбы (Таджикистан) («Дружба») (2000)
- орден «Шараф» («Слава») II степени" (2009)
- отличник народного образования
- отличник высшей школы СССР
- член Союза журналистов Таджикистана
- медаль «За доблестный труд»
- медаль «Ветеран труда»